# Ol'ga Kuzenkova
Ol'ga Sergeevna Kuzenkova (in russo Ольга Сергеевна Кузенкова?; Smolensk, 4 ottobre 1970) è un'ex martellista russa, prima donna ad aver superato la soglia dei 70 m.

## Biografia
È stata campionessa olimpica ai Giochi di Atene 2004 e nel suo palmarès vanta anche un titolo di campionessa europea a Monaco di Baviera 2002, oltre ad altri 5 argenti fra Giochi olimpici, Mondiali ed Europei.
Nel 2005 ai Mondiali di Helsinki si era laureata campionessa del mondo, tuttavia la medaglia le è stata tolta nel 2013 a causa di un test-antidoping effettuato a posteriori. A seguito della positività ha ricevuto una squalifica di due anni, a partire dal 27 marzo 2013, e tutti i suoi risultati ottenuti tra il 12 agosto 2005 e l'11 agosto 2007 sono stati annullati.

## Record

### Master M35
- Lancio del martello, 72,36 m ( Tula, 2 agosto 2007)

## Palmarès
| Anno | Manifestazione | Sede              | Evento              | Risultato | Misura  | Note |
| ---- | -------------- | ----------------- | ------------------- | --------- | ------- | ---- |
| 1997 | Universiadi    | Catania           | Lancio del martello | Argento   | 65,96 m |      |
| 1998 | Europei        | Budapest          | Lancio del martello | Argento   | 69,28 m |      |
| 1999 | Mondiali       | Siviglia          | Lancio del martello | Argento   | 72,56 m |      |
| 2000 | Olimpiadi      | Sydney            | Lancio del martello | Argento   | 69,77 m |      |
| 2001 | Mondiali       | Edmonton          | Lancio del martello | Argento   | 70,61 m |      |
| 2002 | Europei        | Monaco di Baviera | Lancio del martello | Oro       | 72,94 m |      |
| 2003 | Mondiali       | Parigi            | Lancio del martello | Argento   | 71,71 m |      |
| 2004 | Olimpiadi      | Atene             | Lancio del martello | Oro       | 75,02 m |      |
| 2005 | Mondiali       | Helsinki          | Lancio del martello | dq        | dq      |      |
| 2007 | Mondiali       | Osaka             | Lancio del martello | 21ª (q)   | 66,56 m |      |

## Altre competizioni internazionali
1997
- Coppa Europa di atletica leggera ( Monaco di Baviera)

1998
- Coppa Europa di atletica leggera ( San Pietroburgo)

1999
- Coppa Europa di atletica leggera ( Parigi)

2000
- Coppa Europa di atletica leggera ( Gateshead)

2002
- Coppa Europa di atletica leggera ( Annecy)

2003
- Coppa Europa di atletica leggera ( Firenze)

2004
- Coppa Europa di atletica leggera ( Bydgoszcz)